# Louis Cappel

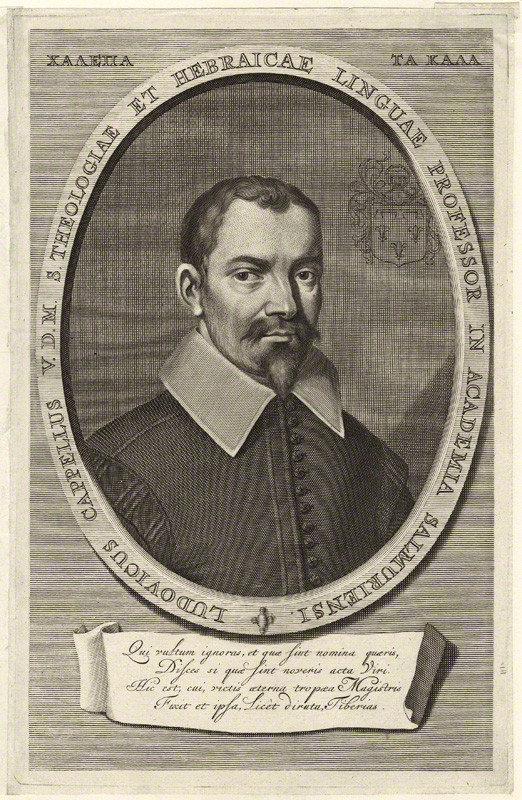
Louis Cappel

Louis Cappel, auch Ludovicus Cappellus genannt, (* 15. Oktober 1585 in Saint Élier bei Sedan; † 18. Juni 1658 Saumur) war ein Bibelkritiker, Gelehrter, Hebraist und reformierter Theologe aus Frankreich, der zu den Hugenotten gehörte.

## Familiärer Hintergrund
Cappel war der jüngste Sohn des Jacques Cappel († Mitte 1586) und dessen Frau Ludoivica du Val, ein Neffe seines Namensvetters Louis Cappel de Moniambert (15. Januar 1534 – † Anfang 1586) und des katholischen Priesers Guilielmus (Wilhelm) Cappel (Herr von Preigny), sowie der Bruder des Jacques Cappel (Herr von le Tilloi, 1570 – September 1624). Sein Vater war Pfarrer in Rennes, musste diese Gemeinde jedoch verlassen, da er der reformierten Kirche angehörte. Daher lebte er mit seiner Familie zunächst auf einem Gut in Tilloy, von wo er jedoch vertrieben wurde. Er floh mit Frau und Kindern nach Saint-Élier, wo Cappel geboren wurde. Auch dort waren sie nicht sicher und zogen weiter zu seinem Onkel nach Sedan. Nachdem sowohl der Vater, als auch der Onkel kurz nacheinander verstorben waren, wollte seinem Mutter versuchen das Gut in Tilloy zurückzuerhalten, indem sie in der Kirche öffentlich von ihrem Glauben abschwor beziehungsweise der katholischen Kirche beitrat. Doch bereute sie dieses und erkrankte vor Kummer, woran sie bald darauf ebenfalls starb. Cappel blieb mit seinen beiden Geschwistern in Tilloy. Bis zu seinem achten Lebensjahr lebte er, von den Geschwistern getrannt, bei dem Verwalter des väterlichen Gutes Philibert Sandon und dessen Frau, das seinem ältesten Bruder Jacques zugefallen war. Dieser kam 1593 nach le Tilloy, um seine jüngeren Geschwister aus den Händen ihrer katholischen Erzieher zu befreien.

## Leben
Cappel lebte bei seinem Bruder und begann 1601, im Alter von 17 Jahren, ein Studium der Theologie in Sedan. Von 1605 bis 1069 vertraute ihm der Herzog Henri de Bouillon seine Töchter an, um diese zu unterrichten. Als er 24 Jahre alt war, erhielt er ein Stipendium der Kirche von Bordeaux, mit dem er eine Reise nach Großbritannien, Belgien und Deutschland unternehmen konnte. Zwei Jahre lang verweilte er in Oxford und studierte die arabische Sprache. Anschließend nahm er 1613 den Lehrstuhl für Hebräisch in Saumur an. 1615 wurde er zum Prediger gewählt und wurde 1633 gemeinsam mit Moses Amyraut und Josué de la Place von der reformierten National-Synode als Professor der Theologie in Saumur bestätigt.
Als Hebraist untersuchte er insbesondere die Geschichte der hebräischen Schriften. Cappel war einer der wenigen Männer des 17. Jahrhunderts, die eine kritische Beurteilung biblischer Bücher wagten. Er glaubte nicht an den göttlichen Ursprung des hebräischen Bibeltextes. Er kam zu dem Schluss, dass die Vokalzeichen und Akzente ursprünglich nicht Bestandteil der hebräischen Schrift waren, sondern dass diese erst nach Vollendung des babylonischen Talmuds erfunden und frühestens im 5. Jahrhundert n. Chr. eingefügt wurden. Schon vor Cappell hatte Elias Levita das Alter der Vokalpunkte angezweifelt, da der Kirchenvater Hieronymus nicht mit ihnen vertraut war. Die Schlussfolgerungen, die Cappel in seiner Critica sacra veröffentlicht hatte, wurden von dem Basler Hebraisten Johannes Buxtorf heftig zurückgewiesen, da sie den Auslegungen seines Vaters Johann Buxtorf widersprachen. Buxtorf verfasste eine Gegenschrift Anticritica (Basel 1653), in der er die Unfehlbarkeit des Textes bis in die Vokalpunkte verteidigte.

## Familie
1617 heiratete Cappel Susanne Launoy (oder Susanna de Launai), eine Tochter des Predigers Benjamin Launoy, Sieur de Gravier aus Chilleurs. Aus der Ehe gingen fünf Söhne und eine Tochter hervor, von denen zwei Söhne in früher Jugend starben.
- Jean (Johannes) Cappel (* 1618) trat zum Kummer seines Vaters zur katholischen Kirche über, worafhin ihn dieser an den Tod seiner Großmutter erinnerte, die sich damals, um ihren Kindern das väterliche Vermögen zu erhalten, dieser Kirche unterworfen hatte und danach starb. Er verbot seinem Sohn das Haus und verlangte von ihm die Rückkehr zur reinen Religion.
- Jacques (Jacob, James) Louis Cappel (13. August 1639 – 1722) wurde im Alter von 19 Jahren Professor der hebräischen Sprache in Saumur. Das Edikt von Nantes zwang ihn, 1689 nach England zu flüchten.[6]

## Schriften (Auswahl)
- Arcanum punctuationis revelatum. Leiden 1624 (anonym durch Thomas Erpenius herausgegeben).
- mit Moïse Amyraut, Josué de La Place: Theses theologicae in Academia Salmuriensi variis temporibus disputatae. 3 Bände, Saumur 1631–1651 (Lud. Cappelli, Mos. Amyraldi, Jos. Placaei).
- Diatriba de veris et antiquis Ebraeorum literis. 1645.
- Critica sacra, sive de variis, quae in sacris V.T. libris occurrunt, lectionibus libri VI. Paris 1650 (verfasst bereits 1634).